# Balthazar Ntivuguruzwa
Balthazar Ntivuguruzwa (ur. 15 września 1967 w Muhanga) – rwandyjski duchowny katolicki, biskup Kabgayi od 2023.

## Życiorys
Święcenia kapłańskie otrzymał 18 stycznia 1997 i został inkardynowany do diecezji Kabgayi. Po święceniach został prorektorem niższego seminarium, a w 2000 objął stanowisko sekretarza biskupiego. W latach 2003–2010 studiował w Belgii, a następnie pełnił funkcje: prefekta studiów i wykładowcy w seminarium w Nyakibanda (2010–2017) oraz rektora Instytutu Katolickiego w Kabgayi.
2 maja 2023 papież Franciszek mianował go ordynariuszem diecezji Kabgayi. Sakry biskupiej udzielił mu 17 czerwca 2023 biskup Smaragde Mbonyintege.